# 年龄偏好
年龄偏好（英語：Chronophilia）是由约翰·曼尼提出来的一个有关性偏离的心理学术语，指的是一个个体的经常性性兴趣集中在某一个特定年龄段里。 这个术语还没有被性学家们广泛采用，而是仅仅采用了其对于特定年龄段的定义。而由理查德·冯·克拉夫特-埃宾提出的颇具争议的概念“年龄崇拜（age fetishism）”则被视为是该术语的前身。

## 亚类型

### 针对未成年人
心理学上将针对未成年人的性偏好统称为“恋童”。但是在《精神疾病诊断与统计手册（第五版）》发展期间，有学者提议用“恋少儿（Pedohebephilia）”这个名词来取代“恋童”，并将“恋少儿”细分成“恋童（Pedophilia）”和“恋少年（Hebephilia）”两个子类型。恋少儿更多地是指一种性吸引力，属于心理学范畴。 根据拟议的修订，由于恋少儿而导致功能失调的人将被诊断为“恋少儿症（Pedohebephilic Disorder）”。人们会因为性兴趣的不同而被区分到这种，或那种，或两种内。不过这拟议的修订并没有被通过，也没有出现在最终版的《精神疾病诊断与统计手册（第五版）》中。

#### 针对青春期前的未成年人
- 恋婴幼（英语：Infantophilia）是恋童的子类型，特指对幼儿或婴儿（5岁及5岁以下）有性偏好。[5]

- 恋童是一种心理障碍，指的是成年人或年纪较大的青少年对于青春期前的儿童有性偏好。[6][7] 根据《精神疾病诊断与统计手册（第五版）》，恋童是一种性欲倒错，特指一个人对于儿童有强烈的性欲望并且经常往复地对儿童有性冲动和性幻想。恋童癖进一步定义为心理障碍的标准是指某人符合恋童的定义标准之后，或者作用于那些冲动，或者因此痛苦，或者由此陷入到人际关系困难。[8][9] 16岁及16岁以上人士可根据《精神疾病诊断与统计手册》或《国际疾病与相关健康问题统计分类》进行诊断。[10] 并不是所有的儿童性虐待都是恋童者所造成的；同样，不是所有恋童者都会对儿童性虐待。[11]

#### 针对青春期的未成年人
- 恋少年和恋青少年（Ephebophilia）分别指的是针对前青少年期和后青少年期的未成年人有性偏好的人群。[12]

### 针对成年人
- 恋成年（Teleiophilia）——该名词词根源自希腊语（意为“长大成人”），指的是一种针对成年人的性偏好。[13] 该名词由雷·布兰查德（英语：Ray Blanchard）在2000年提出。[14]

- 恋中年（Mesophilia）——该名词词根源自希腊语（意为“中间阶段”），指的是一种针对中年人的性偏好。该名词由迈克尔·司徒（英语：Michael Seto）在2016年提出。[15]

- 恋老年（Gerontophilia）——指的是一种针对老年人的性偏好。[16]

## 相关社会现象
- 老少配
- 姐弟恋
- 萝莉控
- 正太控